# 公司食堂
《公司食堂》（韓語：구내식당）為韓國MBC2018年推出的綜藝節目，由成始璄、李常敏、趙優鐘、安炫牟、金榮澈  等人共同主持，節目主軸為公開各領域代表公司的企業近距離綜藝，將真實展現韓國兩千萬上班族在公司的生活，為正在准備未來的45萬名待業生提供答疑解難的機會出演者們將前往各個領域代表企業的公司中，首次公開各家公司內部的每個角落，還將前往食品工廠生產現場親自體驗，並帶來各個企業背後的故事。

## 固定嘉賓
- 廉圭賢（염규현）：現任MBC記者，社會經營部出身，老牌新聞工作者。
- 安炫牟（안현모）：前任SBS記者，國際與經營部出身，菁英新聞工作者。曾在2018年北韓美國高峰會時，擔任同步翻譯。

## 各集內容
| 集數 | 播放日期       | 嘉賓                            | 參訪公司或單位            | 內容 |
| ---- | -------------- | ------------------------------- | ------------------------- | --- |
| 1    | 2018年7月19日  | 不適用                          | LG公司                    | 該集團雙子塔、位於昌原市的生產工廠、位於首爾麻谷地區的電子研究園區。 |
| 2    | 2018年7月26日  | 姜富子                          | 農心集團                  | 該公司本館、創作館、位於安養市的生產工廠、未公布位置的功能評價研究所。 |
| 3    | 2018年8月9日   | 素珍（Girl's Day）              | 無 首爾樂園               | 播放第一週LG公司員工願望的實現視頻。樂園內雲霄飛車檢查與試運行乘坐、鬼屋體驗並擔任鬼嚇遊客、潑水活動。                                                                               |
| 4    | 2018年8月16日  | 藤田小百合                      | 哈拿多樂旅行社 （英語：HANATOUR） | 參觀仁寺洞總公司、擔任該旅行社仁川機場的旅行管理人。 |
| 5    | 2018年8月23日  | Sunny（少女時代）               | SK電訊                    | 參觀該公司中區乙支路總公司、附設幼兒園、未來館、客服中心、天線塔維修中心與天線塔維修／調整、創新中心。                                                                               |
| 6    | 2018年9月6日   | 素珍（Girl's Day）、 孔子英選手 | 首爾地方警察廳            | 參觀體育場並體驗以柔道抓壞人、重案組辦公室。 |
| 7    | 2018年9月13日  | 不適用                          | 首爾君悅酒店 （英語：Grand Hyatt Seoul）   | VIP總經理/VIP管家、餐廳助手、客房房務整理、門童/行李員。 |
| 8    | 2018年9月22日  | 素珍（Girl's Day）              | 大宇建設公司              | 公司本部、建築工地、素珍與大學同學驚喜見面、公司遊戲室、（模型）房子空間規劃設計，以及參訪位於位於京畿道水原市的建築技術研究所（VR安全體驗、噪音實驗室、風洞實驗室）、跨國影像會議。 |
| 9    | 2018年10月6日  | 苞娜（宇宙少女）、 申勝浩       | 濟州航空                  | 模擬機體驗、空姐/空少訓練、運行控制中心、航空公司理賠處、機坪參觀、飛機檢修（包含夜間檢修）。                                                                                        |
| 10   | 2018年10月13日 | 洪承研 全智秀                   | Nexon                     | 新遊戲開發工作室、公司附設幼兒園、娛樂休息室、《地下城與勇士》2D圖像組、（遊戲配樂/配聲的）錄音室、咸德海水浴場衝浪及釣魚、和同好會成員們烤肉。 最終錄製MC與特別嘉賓的個人感言。     |

## 外部連結
- 官方網站 （页面存档备份，存于） 
- Naver TV （页面存档备份，存于） 
- Kakao TV （页面存档备份，存于） 
- Daum上《公司食堂》的資料